# 施利尔巴赫
施利尔巴赫是德国巴登-符腾堡州的一个市镇。总面积10.97平方公里，总人口3765人，其中男性1873人，女性1892人（2011年12月31日），人口密度343人/平方公里。